# Walter Benjamin
Walter Bendix Schönflies Benjamin, nemški filozof in kulturni kritik, * 15. julij 1892, Berlin, Nemško cesarstvo, † 26. september 1940, Portbou, Katalonija, Španija
Benjamin je s svojimi deli, ki so vključevala elemente nemškega idealizma, romanticizma, zahodnega marksizma in judovskega misticizma, trajno prispeval k estetski teoriji, literarni kritiki in historičnemu materializmu. Veliko je sodeloval s frankfurtsko šolo in ohranjal stike z nemškim dramatikom Bertoltom Brechtom in zgodovinarjem judovsekga misticizma Gershomom Scholemom. Med njegova najbolj znana dela spadajo eseji Naloga prevajalca (Die Aufgabe des Übersetzers), Umetnina v času, ko jo je mogoče tehnično reproducirati (Das Kunstwerk im Zeitalter seiner technischen Reproduzierbarkeit) in Filozofsko-zgodovinske teze (Thesen über den Begriff der Geschichte). Njegovo obsežno delo na področju literarne kritike ni zajemalo le eseje o delih Baudelaireja, Goetheja, Kafke, Leskova in Prousta, temveč tudi nemške prevode nekaterih del Charlesa Baudelaireja in Marcela Prousta. Leta 1940 je Benjamin v svojem 48. letu starosti, medtem ko je poskušal pobegniti vdirajočim nacističnim silam, naredil samomor v Portbouju na meji med Francijo in Španijo. Njegova dela so še posebej pridobila ugled v desetletjih po njegovi smrti.

## Zgodnje življenje in izobraževanje
Benjamin je bil rojen v poslovni judovski družini, ki je trgovala z umetninami. Oče Emil Benjamin je delal kot bankir v Parizu. Kasneje se je preselil iz Francije v Nemčijo, kjer je delal kot starinar v Berlinu in se poročil z Pauline Schönflies. Leta 1902 se je desetletni Walter vpisal v Gimnazijo Cesarja Friderika v Charlottenburgu, kjer je 10 let kasneje zaključil svoj srednješolski študij. Benjamin Walter je bil šibkega zdravja, zato ga je družina vmes leta 1905 poslala v internat in sicer na turinško podeželje. Po dveh letih se je vrnil v Berlin, kjer je nadaljeval šolanje na omenjeni gimnaziji.
Leta 1912 se je v svojem 20. letu starosti vpisal na Univerzo Alberta Ludwiga v Freiburgu, a se je po koncu semestra vrnil v Berlin. Da bi nadaljeval študij filozofije, se je vpisal na Humboldtovi univerzi v Berlinu. Tukaj je prvič prišel v stik z idejami sionizma, ki ni bil del njegove liberalne vzgoje. Ta izpostavljenost sionizmu mu je dala priložnost oblikovanja svojih idej o pomenu judovstva. Benjamin se je namesto razvijanja svojega razmišljanja oddaljil od političnega in nacionalističnega sionizma. V Walterjevi definiciji judovstvo pomeni predanost pospeševanju evropske kulture. Bil je izvoljen za predsednika "Proste študentske organizacije" (Frei Studentenschaft). Benjamin je pisal eseje, v katerih je zagovarjal izobraževalne in splošne kulturne spremembe. Ker ni bil ponovno izvoljen za predsednika, se je vrnil nazaj na Univerzo v Freiburgu, da bi se izobraževal na predavanjih novokantovca Heinricha Rickerta.
Leta 1914, ob izbruhu prve svetovne vojne, je Benjamin začel prevajati dela francoskega pesnika Charlesa Baudelaira. Naslednje leto se je preselil v München na Bavarsko, kjer je nadaljeval s študijem na tamkajšnji Univerzi Ludwiga Maximilliana. Tam je spoznal Rilkeja in Gershoma Scholema. Postali so prijatelji. V tistem letu je Benjamin tudi veliko pisal o romantičnem pesniku Friedrichu Hölderlinu.
Leta 1917 so ga premestili na Univerzo v Bernu, kjer je naslednje leto  spoznal marksista Ernsta Blocha in Doro Sophie Pollak, s katero se je kasneje tudi poročil. Imela sta sina Stefana Rafaela. Leta 1919 je doktoriral z literarnozgodovinskim delom Pojem umetnostne kritike v nemški romantiki (Begriff der Kunstkritik in der Deutschen Romantik).  Kasneje pa se je zaradi nezmožnosti preživljanja samega sebe in družine vrnil v Berlin, kjer je stanoval s starši. Leta 1921 je objavil spis Kritika nasilja (Kritik der Gewalt). Takrat je bil Benjamin tudi družbeno seznanjen s političnim filozofom Leom Straussem, čigar oboževalec je bil celo življenje.

## Kariera
Leta 1923, ko je bil ustanovljen Inštitut za socialne raziskave (Institut für Sozialforschung), ki je kasneje postal središče zahodno marksistične Frankfurtske šole, je Benjamin objavil analizo dela Charlesa Baudelaireja, ki je imelo naslov Tableaux parisiens. V tistem času se je seznanil s Theodorom Adornom in se spoprijateljil z Georgom Lukácsom, ki je s svojim delom Teorija romana precej vplival nanj. Zaradi inflacije v Weimarski republiki in prve svetovne vojne je oče Emil Benjamin le stežka podpiral družino svojega sina. Ob koncu leta 1923 je Benjaminov najboljši prijatelj Gerschom Scholem emigriral v Palestino, vendar Benjamina mu kljub več vabilom ni uspelo prepričati, da zapusti celino.
Leta 1924 je Hugo von Hofmannsthal, v reviji Novi nemški prispevki (Neue Deutsche Beiträge), objavil Benjaminovo analizo dela Izbirne sorodnosti, ki ga je napisal nemški pisatelj Goethe. Kasneje istega leta, ko sta Benjamin in Ernst Bloch prebivala na italijanskem otoku Capri, je Benjamin pisal delo Izvor nemške tragedije (Ursprung des deutschen Trauerspiels), z namenom da bi lažje pridobil delovno mesto univerzitetnega profesorja v Nemčiji. Leto kasneje je Goethejeva univerza v Frankfurtu v Frankfurtu zavrnila njegovo delo in prošnjo za položaj profesorja. 
Leta 1926 je začel pisati za nemška časopisa Frankfurtski dnevnik (Frankfurter Zeitung) in Literarni svet (Die Literarische Welt), s čimer je zaslužil dovolj, da je lahko nekaj mesecev živel v Parizu. Leta 1927 je začel  pisati delo Arkadni projekt (Das Passagen-Werk), njegov nedokončan opus študije pariškega življenja v 19. stoletju. Leta 1928 je objavil deli Enosmerna ulica (Einbahnstraße) in Izvor nemške tragedije (Ursprung des Deutschen Trauerspiels). V tem času je deloval tudi kot inštruktor na Univerzi v Heidelbergu.

## Izgnanstvo in smrt
Leta 1932, v času Adolfa Hitlerja, je Walter Benjamin zapustil Nemčijo in sprva za nekaj mesecev odšel na španski otok Ibizo in kasneje v Nico. Zaradi družbeno-političnega in kulturnega pomena požiga nemškega Reichstaga in zaradi preganjanja Judov se je preselil v Pariz, kjer je spoznal druge nemške umetnike in intelektualce. Ko mu je zmanjkalo denarja, je Benjamin sodeloval z Maxom Horkheimerjem in prejel sredstva iz Inštituta za družbene raziskave, vendar pa je kasneje vseeno moral v izgnanstvo.
Leta 1937 je Benjamin spoznal Georgesa Batailleja in se pridružil skupini francoskih intelektualcev, ki se je imenovala "College de Sociologie". Medtem je nacističen režim nemškim Judom v skladu z nürenberškimi zakoni sistemsko odrekel njihovo državljanstvo, zato je tudi Benjamin ostal brez državljanstva in francoska vlada ga je aretirala in zaprla za tri mesece v zapor v bližini taborišča Nevers, v osrednji Burgundiji.
Ob vrnitvi v Pariz januarja 1940 je napisal delo Filozofsko-zgodovinske teze (Thesen über den Begriff der Geschichte). Ko so 13. junija istega leta nemške oborožene sile premagale francosko obrambo, sta Benjamin in njegova sestra pobegnila v mesto Lourdes. Le en dan kasneje so Nemci vkorakali v Pariz, z naročilom, da ga aretirajo v njegovem stanovanju. V avgustu je pridobil vizum za potovanje v Združene države Amerike, medtem ko se je izmikal Gestapu in načrtoval svoj pobeg. 
Zgodovinski viri trdijo, da je varno prečkal mejo med Francijo in Španijo in prispel v obalno mesto Portbou, v Kataloniji. A Francoska vlada je preklicala vizume in naročila španski policiji, da takšne osebe vrne Franciji, vključno z judovsko begunsko skupino, ki se ji je Benjamin pridružil. Benjamina bi bilo treba deportirati nazaj v Francijo, kar bi uničilo njegove načrte za potovanje v Združene države Amerike. V pričakovanju, da ga bodo vrnili nacističnim rokam, se je Walter Benjamin ubil s prevelikim odmerkom morfina ponoči 25. septembra 1940. Uradno je njegova smrt registrirana 26. septembra 1940. Nekateri menijo, da je pred smrtjo v svojem kovčku imel zaključen rokopis dela Arkadni projekt (Das Passagen-Werk), vendar omenjenega rokopisa niso nikoli našli, zato je njegova vsebina vprašljiva.

## Ideje

### Reproduktivna umetnost
Benjamin svoje ideje še najbolje prikaže v delu Umetnina v času, ko jo je mogoče tehnično reproducirati (Das Kunstwerk im Zeitalter seiner technischen Reproduzierbarkeit), kjer je opisal splošne spremembe v umetnosti v času moderne dobe. V skladu z marksizmom dojema spremembe v umetnosti kot posledice gospodarskega in tehnološkega razvoja; »Gospodarski razvoj se odraža v umetnosti navkljub zamudnemu tempu.« Pred bliskovitim tehnološkim razvojem je umetnost imela »sijaj« – izgled magične, nadnaravne moči, ki je izvirala iz njihove edinstvenosti, toda kasneje, poudarja Benjamin, je umetnost izgubila omenjeno moč, saj je umetnost v moderni dobi s tehnološkim razvojem postala reproduktivna. 
Benjamin je trdil, da je »sijaj« efekt umetnine, ki je edinstveno predstavljena v času in prostoru, s čimer je želel poudariti pomen izvirnosti, ki pa v kopijah originalov enostavno ne obstaja. Avtentičnosti se ne da reproducirati in hkrati tudi izginja, ko se vsako umetnino lahko reproducira. Prav tako tudi originalno delo izgubi svoje vrednost, ker ob množici kopij enostavno ni več edinstveno. Človeštvo je v času razvoja množično prispeva k izgubi avtentičnosti umetnosti, saj je skušalo približati umetnost vsakmeu posamezniku. Benjamin je razmišljal, da je avtor umetnine pred razvojem imel dominanto vlogo in da je njegova umetnina pritegnila pozornost javnosti. Čim pa je umetnost postala reproduktivna, je bila javnost tista, ki je pritegnila umetnine. Benjamin je »sijaj«, avtentičnost in  edinstvenost umetnosti tesno povezal z umestitvijo v tradicijo, pri čemer je izločil reprodukcije, ki po njegovem mnenju izstopijo iz tradicije.
Umetnost originalno izvira iz enostavnih obredov in običajev, kot na primer jamske poslikave in indijanski totem, toda v moderni je umetnost izgubila povezavo z običaji in tradicijo, saj je umetnost pridobila povsem drugačen namen. Nov izgled umetnosti je omogočil vključitev umetnosti v realno življenje ljudi, ki so dobili zmožnost lastne in edinstvene interpretacije umetnosti. 

### Vpliv filma
V svojem času je Benjamin prav tako menil, da ima kot umetnost tudi film podoben učinek na kulturo in da se je približal neprimernim vrednotam, ki jih je poprej zagovarjal dadaizem. Dadaizem je umetniško gibanje, ki je postavilo pod vprašaj celotno dotedanjo umetnost. Njeno abstraktnost oziroma estetiko je popačilo s satiričnim pretiravanjem in tako ustvarilo nesmiselna umetniška dela. Benjamin je menil, da je imel film zelo podobno vlogo. Umetnost se je vedno dalo reproducirati, vendar mehanska reprodukcija je bila vseeno nova. Kritično obsodi igralce, ki so namesto, da bi igrali za množico ljudi, igrali za novo tehnologijo, ki je bila dejansko le posrednik med igralci in ljudmi. Nov način igranja je Benjamin označil kot nenavaden in nepristen, saj »sijaj« in karakter, ki ga portretira igralec izgine, saj so gledalci zamenjani s kamero. Benjamin je menil, da ljudje nimajo več pristnega stika s karakterjem igralcev, ki je v filmih zakrit in idealiziran. Umetnost tako ni več samostojna, temveč se spoji z realnostjo.

### Vpliv informacij in obsežne publikacije
Benjamin v delu Enosmerna ulica (Einbahnstraβe) naznanja današnje skrbi o preveliki količini informacij. Meni, da so bili otroci, še preden so znali brati, pod velikim vplivom takrat nove tehnologije, ki je onemogočila prvoten stik s knjigami. Prav tako je komentiral vpliv vedno bolj obsežnejše publikacije, ki je omogočala, da je praktično vsak lahko nekaj objavil, kar je povsem zabrisalo razliko med avtorji in publiko. Avtor je bil torej kdorkoli, ki je karkoli pisal v določenem času. Vsak bralec je lahko postal pisatelj. Menil je, da je to dalo ljudem pravico, da so »reproducirani« oziroma da jih je mogoče oponašati in kopirati.

## Način pisanja
Njegova dela so težko berljiva zaradi specifičnosti njegovega jezika. Cilj njegovih kasnejših del je uporaba intertekstualnosti za razkrivanje pogledov preteklosti, ki ne morejo ali naj ne bi bili razumljeni znotraj večjega zgodovinskega razumevanja.
Walter Benjamin je modernist pri katerem se filozofija staplja z literaturo; logično-filozofsko sklepanje ni razlaga za vse izkušnje, še posebej ne samopredstavitev preko umetnosti. Svoje stilistične pomisleke je prestavil v delu Naloga prevajalca, kjer predpostavlja, da dobesedno prevajanje lahko privede do popačenj in napačnega razumevanja besedila. Povrh tega lahko v deformiranem besedilu razložen skrit vidik originalnega jezika po definiciji privede do deformacijepopačenja in nerazumevanja originalnega besedila, medtem ko pa prvotno skrit vidik postane neberljiv. Tako prevajalsko ponižanje izvornega besedila je produktivno le, kadar je postavljeno v specifično sovisnost del in idej, na novo razkritih razmerij med zgodovinskimi objekti in se pojavijo, kadar proizvajajo filozofsko resnico.
V času svojega življenja je bilo Benjaminovo ustvarjanje dokaj neopazno in brez večjega uspeha, kar pa se je zelo spremenilo po 2. svetovni vojni, še posebej pa med letoma 1970 in 1989, ko je izšla popolna zbirka njegovih del (Gesammelte Schriften). Za njegovo dizertacijo leta 1920 strokovna javnost ni pokazala nobenega zanimanja, njegova habilitacija na univerzi v Frankfurtu pa je bila celo zavrnjena. Šele po svoji smrti velja za pobudnika različnih družboslovnih in družbenih predmetov, ki so se ponovno lotili njegove družbenokritične razlage. Da pa je še vedno tako zelo popularen v družboslovju, je zagotovo posledica tega, da je bil prepričan o instrumentalnem odnosu med subjektom in različnimi tehnologijami.
- H kritiki nasilja (Zur Kritik der Gewalt / Critique of Violence ), 1921

- Goethejeve Izbirne sorodnosti (Goethes Wahlverwandtschaften / Goethe's Elective Affinities ), 1922

- Naloga prevajalca (Die Aufgabe des Übersetzers), 1923

- Izvor nemške tragedije (Ursprung des deutschen Trauerspiels / The Origin of German Tragic Drama ), 1928

- Enosmerna ulica (Einbahnstraβe / One Way Street ), 1928

- Umetnina v času, ko jo je mogoče tehnično reproducirati (Das Kunstwerk im Zeitalter seiner technischen Reproduzierbarkeit / The Work of Art in the Age of Mechanical Reproduction ), 1936

- Filozofsko-zgodovinske teze (Über den Begriff der Geschichte / On the Concept of History / Theses on the Philosophy of History ), 1940

- Arkadni projekt (Das Passagen-Werk), nedokončano, pisano med letoma 1927 in 1940